# Garbeck

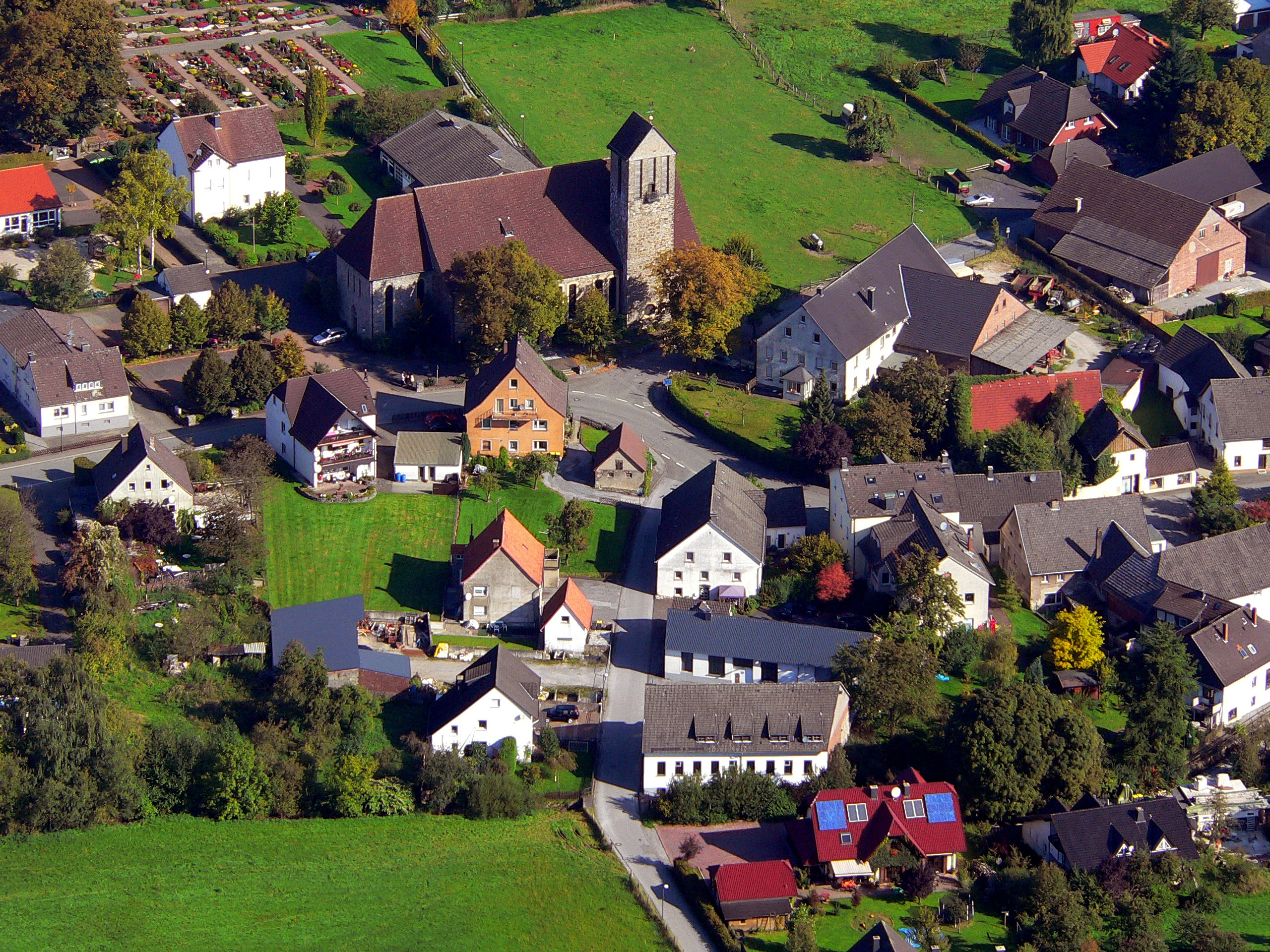
Dorfzentrum mit Pfarrkirche Hl. Drei Könige

Garbeck ist der westlichste Ortsteil der Stadt Balve im Märkischen Kreis in Nordrhein-Westfalen.
Das erstmals 1174 erwähnte Hauptdorf des Ortsteils liegt im Tal des Garbachs, einem Zufluss der Hönne, im Sauerland.  Das ursprünglich landwirtschaftlich geprägte Dorf erweiterte sich ab Ende des 19. Jahrhunderts mit inzwischen drei Industriegebieten auch als Industriestandort mittelständischer Unternehmen. Die Schutzpatrone des Dorfes sind die Heiligen Drei Könige. Einige Vereine und Einrichtungen im Dorf sind nach ihnen benannt. Ebenso finden sie sich in Form von drei Kronen auf dem Wappen wieder.
Frühlinghausen, Höveringhausen und Leveringhausen sind Weiler, die zum Ortsteil Garbeck gehören. Am 1. April 2023 hatte Garbeck 2708 Einwohner.

## Geographie

### Lage
Die Ortschaft Garbeck liegt im Südwesten der Stadt Balve im Märkischen Kreis. Im Südwesten bis Norden ist das Dorf von den Bergen des Sauerlandes umgeben, auf denen dichte Nadel- und Laubwälder liegen. Der 546,2 m ü. NHN hohe Gipfel des Balver Waldes, der den höchsten Punkt des Höhenzuges Iserlohner Höhe darstellt, liegt etwas mehr als 4 km nördlich des Ortes. Das Dorf selbst liegt auf 260 bis 300 Meter Höhe.
Durch Garbeck fließt der Garbach, ein linker Zufluss der Hönne. Die Mündung befindet sich wenige hundert Meter östlich des Ortes. Der Bachlauf des Garbachs, im Dorfe teilweise unterirdisch, bildet das Zentrum des Dorfes. An den Hügeln nördlich und südlich des Baches befinden sich die den Ort bildenden Wohngebiete, wobei im Norden eine dichtere und weitläufigere Bebauung als im Süden existiert. Im Südosten des Dorfes liegt das Gewerbegebiet Brauckessiepen, im Osten liegen die etwas kleineren Gewerbegebiete Rötloh und Am Pickhammer. Ebenfalls in Richtung Süden und Osten erschließen sich landwirtschaftliche Nutzflächen: Felder, Wiesen und Äcker.
Die nächstgelegenen Mittelzentren sind:
- Menden/Sauerland (52.452 Einwohner, 14 km NNW)
- Iserlohn (91.815 Einwohner, 11 km NW)
- Lüdenscheid (71.911 Einwohner, 18 km SW)
- Arnsberg (73.487 Einwohner, 18 km NO)

Die nächsten Großstädte sind Dortmund (ca. 30 km NW), Hagen (ca. 25 km WNW) und Siegen (ca. 50 km SSO).

### Benachbarte Ortschaften
| Stephanopel    | Frühlinghausen | Balve            |
| Leveringhausen | Windrose       | Langenholthausen |
| Höveringhausen | Küntrop        | Blintrop         |

## Geschichte

### Siedlungsgeschichte
Schon vor einigen tausend Jahren lebten Menschen in der Gegend des heutigen Garbeck. Die ältesten nachweisbaren Spuren, die etwa aus der Zeit des zweiten Jahrtausends vor Christus stammen, deuten darauf hin, dass es sich bei ihnen um nomadische Jäger und Sammler handelte. Ihre temporären Wohnorte fanden sie in den vielen Höhlen des Hönnetals.
Römische Geschichtsschreiber berichteten um 50 v. Chr. vom Volk der Sugambrer, das zwischen den Flüssen Lippe, Rhein und Weser und damit auch in und um Garbeck lebte. Die Römer, die Teile des Volkes der Sugambrer ins heutige Belgien deportierten, verließen unter Kaiser Claudius 47 n. Chr. das Gebiet. Daraufhin siedelten sich hier aus Norden die Ampsivarier und später die Sachsen an.

### Mittelalter bis industrielle Revolution
Garbeck gehörte ursprünglich zur Grafschaft Westfalen, später nach deren Teilung zur Grafschaft Arnsberg. Diese war von 1368 bis 1802 Teil des Kurfürstentums Köln, bis sie kurzzeitig bis zur Neuordnung durch den Wiener Kongress im Jahre 1815 zu Hessen gehörte.

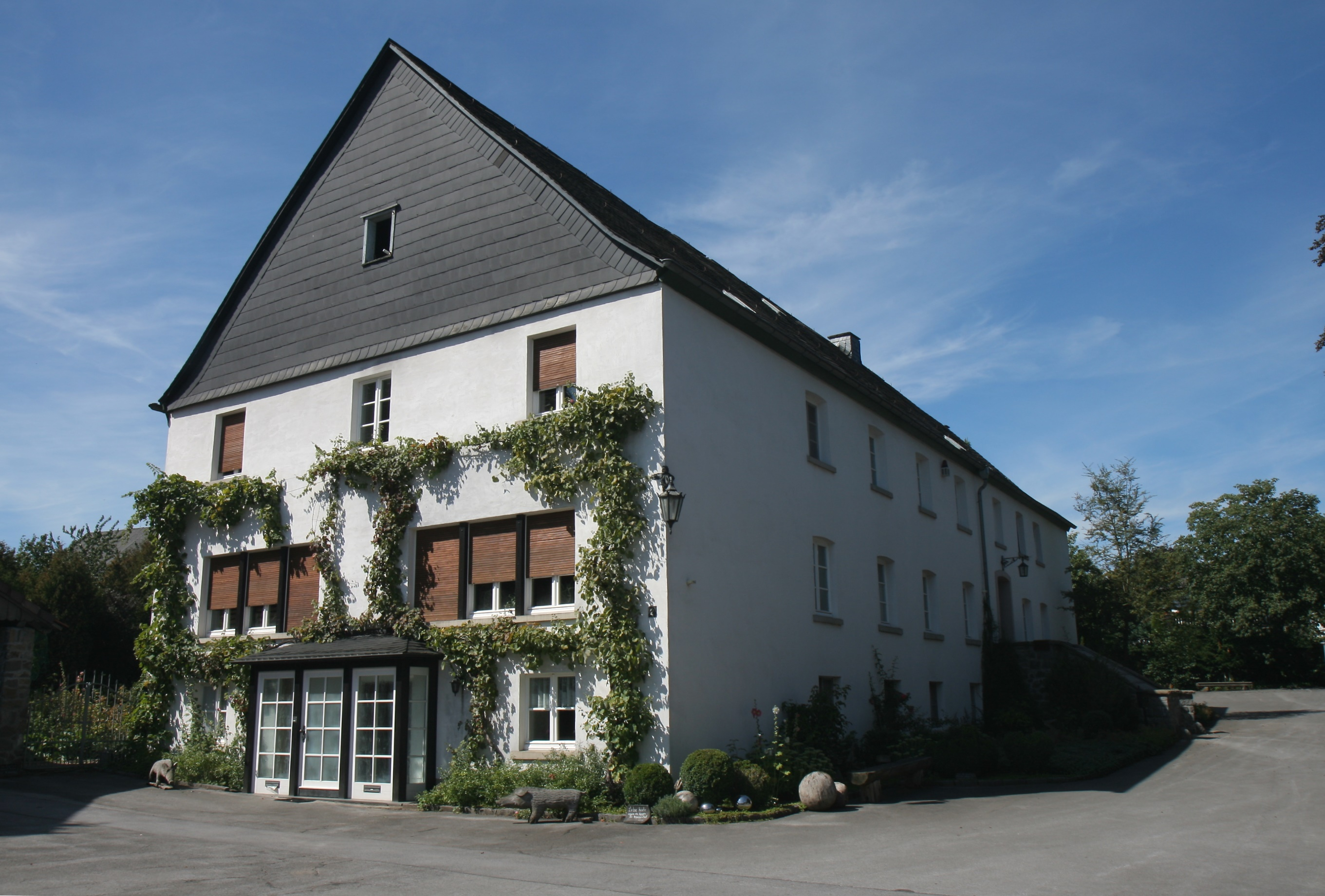
Denkmalgeschütztes Jungferngut Garbeck

Das Dorf wurde 1174 erstmals urkundlich erwähnt. Durch weitere Urkunden ist belegt, dass es zwei Ritterfamilien in Garbeck gab, die jedoch früh in der männlichen Linie ausstarben: Die von Gaverbecke, ausgestorben mit Gottschalk von Gaverbecke 1341, und die von Ketteler, die um 1440 nach Herdringen verzogen. Das Jungferngut geht zurück auf das Jahr 1401, es existiert noch heute.
Durch Garbeck verlief zeitweise die Grenze zwischen der Balver Mark und der Geverner Mark. Daher wurde die Anzahl der Höfe getrennt aufgezeichnet. Im zur Geverner Mark gehörigen Teil Garbecks gab es um das Jahr 1400 neunzehn Höfe, 150 Jahre später waren es 22. Im zur Balver Mark gehörenden Teil Garbecks standen 1678 vierzehn Höfe, 1663 waren es im gesamten Dorf 34 Hausstellen. Später erhöhte sich die Anzahl der Häuser weiter: 1880 standen 90 Häuser, 1956 bestand Garbeck aus 160 Häusern, mittlerweile sind es mehr als 600 Häuser.
Unweit des Gewerbegebietes Brauckessiepen lag die Wüstung Brockhausen, die zur Gemeinde Garbeck gehörte. Schon seit langem aufgegeben, wurden die letzten Spuren des ehemaligen Dorfes bei einer sehr starken Flut am 1. Juni 1772 zerstört. Lokaler extremer Starkregen führte dazu, dass der Garbach derart über seine Ufer trat, dass er in manchen Häusern der Karrenstraße unweit des Baches bis in das zweite Stockwerk floss. Viele Tiere kamen um, die Menschen konnten sich noch in höhere Lagen retten. Auch flussabwärts an der Hönne waren Menden und Balve von Flutwellen betroffen, jedoch nicht vom ursächlichen Starkregen.

### Religion und Bildung

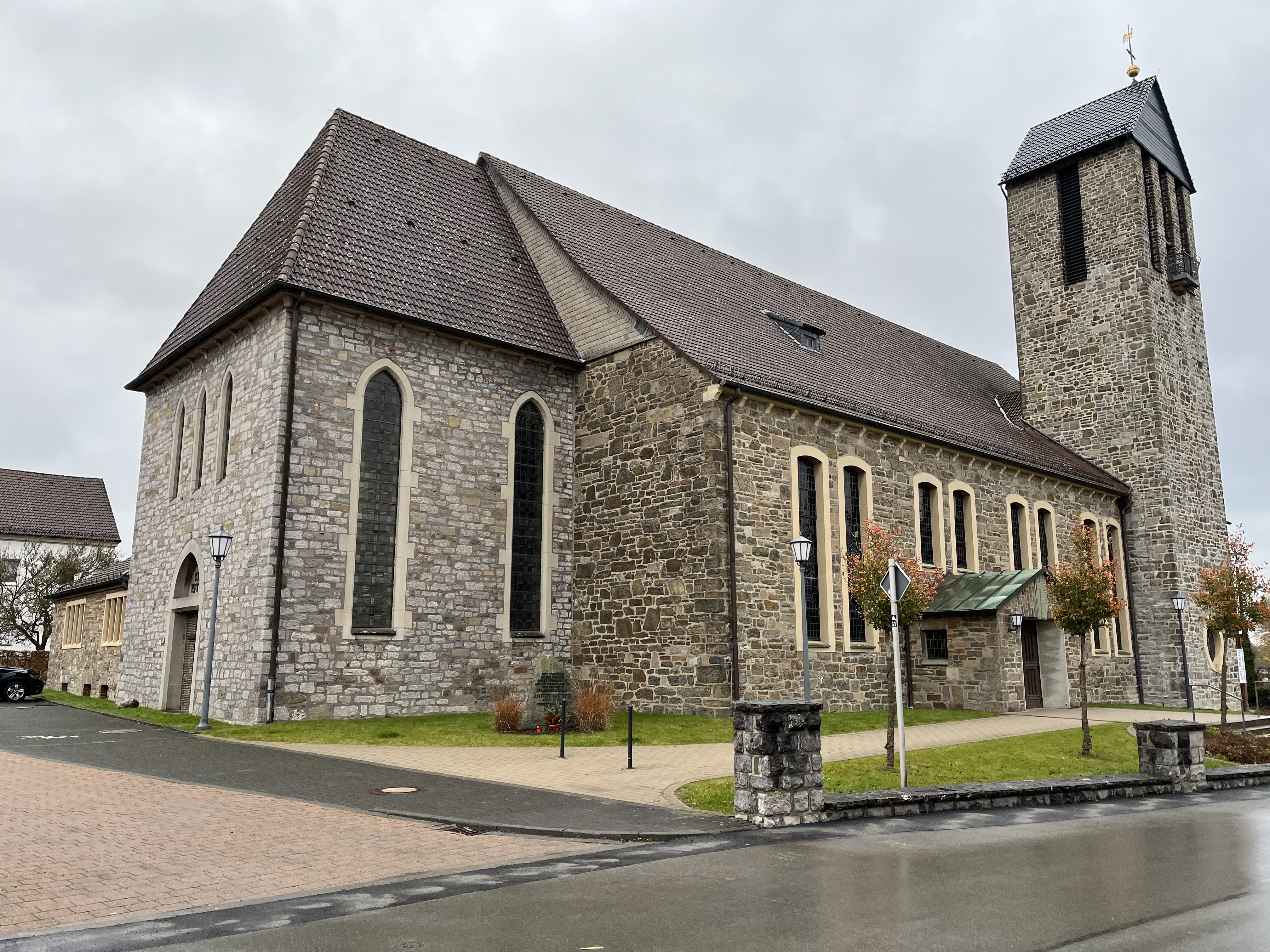
Katholische Pfarrkirche Hl. Drei Könige Garbeck. Blickrichtung von Südwesten

Die erste katholische Kapelle bestand mindestens seit 1536. Seit 1781 hat Garbeck einen Vikar. Im Jahre 1867 begann man mit dem Bau der alten Pfarrkirche. Dabei fehlten von Anfang an finanzielle Mittel und es kam zu Bauunterbrechungen. Bei der finalen Einweihung der Kirche am 30. September 1875 starb eine junge Frau durch ein heruntergefallenes Gerüstbrett. 1894 wurde die Kirche konsekriert und den Heiligen Drei Königen geweiht, zur selben Zeit wurde Garbeck eine eigenständige Kirchengemeinde. Da die Kirche marode war, musste der Kirchturm 1930 entfernt werden. Erst 1943 wurde mit dem heutigen Chorraum ein Ersatz geschaffen. Bis auf diesen riss man die Kirche 1951–1952 ab und baute eine neue Kirche. 1953 wurde der erste Gottesdienst in der Kirche gefeiert, deren Turm nun auf der Ostseite statt – wie bei der alten Kirche – auf der Westseite stand. Mittlerweile gehört die katholische Kirchengemeinde Garbeck zum Pastoralverbund Balve-Hönnetal. Eine evangelische Kirche oder Gotteshäuser anderer Religionen gab und gibt es in Garbeck nicht.

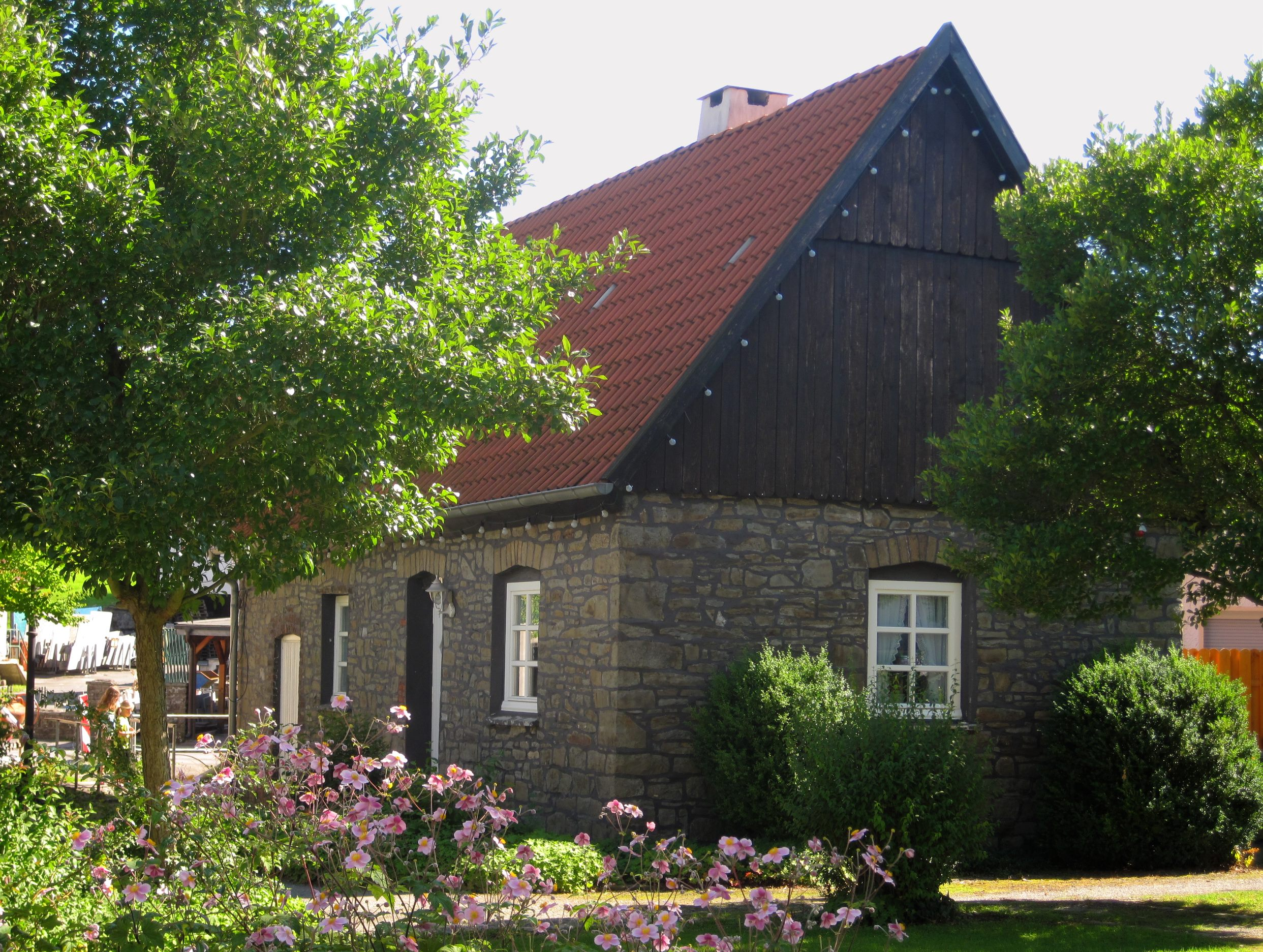
Erstes Schulgebäude Garbecks von 1746

Etwa seit dem 18. Jahrhundert besitzt Garbeck eine Schule. Seit 1746 befand sie sich in der Karrenstraße unweit der heutigen Sparkasse, das Gebäude mit einem Unterrichtsraum besteht noch heute, es wird jedoch seit langer Zeit nicht mehr als Schule genutzt. 1862 wurde eine Schule neben der Kirche errichtet und 1889 aufgestockt, sie wich in den 1960er Jahren einem Parkplatz. Das aktuelle Gebäude an der Schulstraße wurde 1929/30 gebaut und 1964/65 erweitert. In dem Gebäude befindet sich die Katholische Grundschule Drei Könige.

### Zeit bis zur Kommunalreform
Als Teil der Provinz Westfalen war die Gemeinde Garbeck im Kreis Arnsberg von 1815 bis 1918 Teil des Königreichs Preußen, später von 1918 bis 1946 Teil des Freistaats Preußen im Deutschen Reich. Seit dessen Auflösung liegt Garbeck im Land Nordrhein-Westfalen, kurz NRW. Zunächst gehörte NRW zur britischen Besatzungszone, bis diese mit der amerikanischen und französischen Besatzungszone die Bundesrepublik Deutschland bildete.
Seit den Kommunalreformen am 1. Januar 1975 gehört Garbeck zur Stadt Balve im Märkischen Kreis, ausgenommen Felder östlich von Heppingsen.

#### Hochwasser am 14. Juli 2021
Garbeck war wie die Stadtteile Volkringhausen, Balve und Langenholthausen von den Starkregenereignissen und dem folgenden Hochwasser am 14. Juli 2021 betroffen. Die Märkische Straße und die Kirchstraße wurden von den hohen Regenmengen überflutet, dort wurden Keller geflutet. Eine vorher zur Neugestaltung der Dorfmitte geschaffene Baugrube im Zentrum des Dorfes wurde ebenfalls überflutet und durch die Wassermassen ungewollt vergrößert. Todesopfer gab es in der Stadt Balve nicht.
| Name               | Amtszeit  | Bemerkungen               |
| ------------------ | --------- | ------------------------- |
| Adam Lösse         | 1850–1856 |                           |
| Theodor Hemeier    | 1878–1884 | gen. Vogel                |
| Bernhard Priggel   | 1884–1888 | gen. Lange                |
| Hermann Mertens    | 1896–1924 |                           |
| Wilhelm Lösse      | 1924–1933 |                           |
| Anton Haarmann     | 1933      |                           |
| Heinrich Haarmann  | 1933      |                           |
| Josef Haarmann     | 1933–1934 |                           |
| Clemens Stüken     | 1934–1935 |                           |
| Anton Schmoll      | 1935–1945 |                           |
| Wilhelm Lösse      | 1945–1946 |                           |
| Franz Waltermann   | 1946–1948 |                           |
| Hugo Schmoll-Klute | 1948–1959 |                           |
| Josef Keggenhoff   | 1959–1968 |                           |
| Wilhelm Honert     | 1969–1974 | Kommunalreform 01.01.1975 |

## Infrastruktur
Durch Garbeck führen die Kreisstraßen 11 und 12. Am 5. Juli 2013 wurde nach über 40 Jahren Planung eine Umgehungsstraße, die Kreisstraße 12 n, dem Verkehr freigegeben. Infolgedessen konnte die Dorfmitte 2021/22 in einen verkehrsberuhigte Bereich („Spielstraße“) umgewandelt und der das Dorf durchfließende Garbach verbreitert werden. Am Bach wurde Sitzplätze geschaffen und an der Straße Parkplätze. Die verkehrsberuhigte Zone hebt sich durch Rand- und Pflastersteine vom übrigen Straßenbild ab. Es gibt eine Anbindung nach Balve (zur B 229), Langenholthausen (zur B 229), Küntrop (zur B 229), Neuenrade, Höveringhausen, Leveringhausen, über eine Gemeindestraße nach Ihmert, Hemer und Iserlohn, außerdem nach Frühlinghausen.

Bahnhof Garbeck

Garbeck hat einen eigenen Bahnhof, etwas abgelegen vom Dorf im Nordosten, und ist damit an die Hönnetalbahn angeschlossen. Die Linie RB 54 verbindet den Ort mit Balve, Neuenrade, Menden und Fröndenberg. Zur ersten und letzten Fahrt des Tages verkehren die Züge sogar ab/bis Unna.
Eine enge Verzahnung mit dem RE 57 erlaubt eine Fahrtzeit von etwa einer Stunde zwischen Garbeck und Dortmund Hbf.
| Linie | Verlauf | Takt                                            |
| ----- | --- | ----------------------------------------------- |
| RB 54 | Hönnetal-Bahn Fröndenberg – Bösperde – Menden (Sauerland) – Menden (Sauerland) Süd – Lendringsen – Binolen – Volkringhausen – Sanssouci – Balve – Garbeck – Küntrop – Neuenrade Stand: Fahrplanwechsel Dezember 2023 | 60 min (werktags) 120 min (sonn- und feiertags) |

Nahe der Hönnetalbahn und der Hönne führt von Balve über Garbeck und Küntrop bis Neuenrade ein Radweg. Unweit des Weilers Höveringhausen liegt der kleine Flugplatz Werdohl-Küntrop mit einer rund 600 m langen Graslandebahn. Von hier starten private Segelflugzeuge und kleine einmotorige Maschinen bis 2000 kg.

## Vereinsleben und Brauchtum

### Schützenbruderschaft Hl. Drei Könige
In Garbeck hat das Schützenwesen – wie in den umliegenden Dörfern – eine lange Tradition. Der erste Beweis für einen Schützenverein in Garbeck ist das silberne „Ehrenschild des Schützenkönigs“, das sich an der Königskette befindet, also der Kette, die der jährlich am Schützenfest ermittelte Schützenkönig trägt. Auf diesem wird ein Trappenhahn in Balzstellung dargestellt. Es stammt aus dem Jahr 1663, das daher als Gründungsjahr der Schützenbruderschaft Hl. Drei Könige Garbeck angesehen wird. Jedes Jahr feiert man in Garbeck traditionell am zweiten Wochenende des Julis von Samstag bis Montag das Schützenfest mit Festzügen, Vogelschießen und Feiern.
1911 wurde eine Schützenhalle an der Kreuzung der Königstraße und der Straße Im Brauke erbaut. Sie wurde mehrfach umgebaut und erweitert, so wurde von 1982 bis 1983 ein Erweiterungsbau angebaut. An der Schützenhalle befindet sich ebenfalls eine kleine Turnhalle.

### Musikverein Amicitia

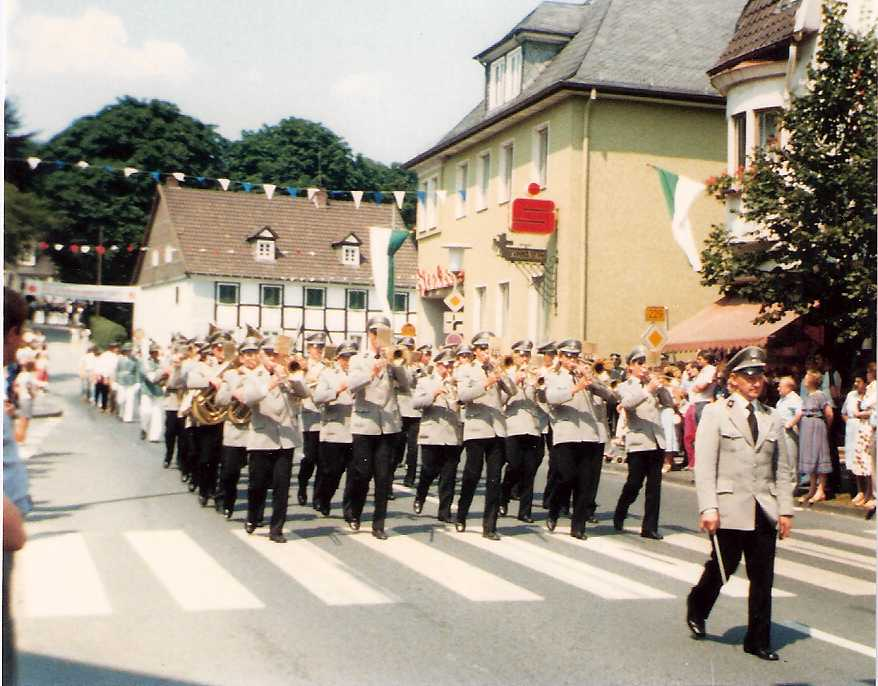
Musikverein Garbeck beim Festzug des Balver Schützenfestes 1982

Der Musikverein Amicitia ist als Dorfmusikverein einer der ältesten seiner Art. Er wurde 1796 vom Lehrer Caspar Theodor Springob gegründet. Bis etwa 1830 spielte man nur Streichmusik, danach stieg man auf Blasmusik um. 1971 bekam der Musikverein die Pro-Musica-Plakette vom damaligen Bundespräsidenten Gustav Heinemann verliehen. Heutzutage spielt der Musikverein auf den Schützenfesten der Umgebung sowie auf Gottesdiensten und Prozessionen. Jedes Jahr veranstaltet er ein Wunschkonzert, alle zwei Jahre die „Night of Music“ in der Balver Höhle. Neben dem symphonischen, um die 70 Musiker fassenden Hauptorchester gibt es noch ein Vor- und ein Jugendorchester. Der Verein bemüht sich nach eigener Aussage um die Förderung des Nachwuchses, so zum Beispiel mit der „Amicitia-Akademie“.

### Männergesangverein Amicitia
Ebenfalls „Amicitia“ heißt der Männergesangverein des Dorfes. Er wurde 1860 gegründet. Der Verein besucht und veranstaltet regelmäßig Sängerfeste. Gesungen wird ein breites Portfolio: Märsche, Kirchenlieder, A capella und moderne Stücke. Das Vereinslokal ist der Gasthof Syré.

### Turnverein Sauerlandia
Der Turnverein Sauerlandia wurde im Jahr 1900 gegründet. Er ist in der Turnhalle neben der Schützenhalle beheimatet. Er veranstaltet verschiedene Kurse und unter anderem eine eigene Basketballmannschaft. Dem Verein gehört zudem das Gebäude der alten Dorfschule neben der Sparkasse.

### Weitere Vereine
Die im Jahr 1927 gegründete Freiwillige Feuerwehr Garbeck sorgt für den abwehrenden Brandschutz und allgemeine Hilfe. Das Feuerwehrhaus befindet sich neben der Grundschule.
In Garbeck gibt es eine Kolpingfamilie.
Ebenso besteht ein Ortsverband der Katholischen Frauengemeinschaft Deutschlands (KFD).
Seit 1966 besteht in Garbeck ein Frauenchor, der mittlerweile in „Cantiamo“ umbenannt wurde.
Zusammen mit Balve spielt Garbeck im Fußballverein SG Balve/Garbeck 23/21. Dieser Verein wurde 1991 durch Zusammenschluss der Fußballvereine von Balve und Garbeck gegründet. Hierbei war der Garbecker Vorgängerverein der FC Germania Garbeck, gegründet 1921.

## Sehenswürdigkeiten
Die Pfarrkirche der katholischen Pfarrgemeinde ist den Heiligen Drei Königen geweiht. In Garbeck befindet sich das Jungferngut aus dem 14. Jahrhundert.
In Richtung Leveringhausen oberhalb des Garbach-Oberlaufs befindet sich der Kawittgenstein, von dem Herzog Widukind der Sachsen seine Streitkräfte befehligt haben soll.
Das Köhlerhaus war im Januar 2024 Denkmal des Monats in Westfalen-Lippe.